# Reglamento Delegado (UE) 2016/161
Redactado en Bruselas el 2 de octubre de 2015, establece las directrices respecto a la exigencia de los dispositivos de seguridad de los medicamentos de uso humano, para evitar la entrada y circulación en la Unión Europea de medicamentos falsificados y facilitar los procedimientos de recuperación, retirada, devolución y farmacovigilancia, completando así la Directiva 2001/83/CE , posteriormente modificada por la Directiva 2011/62/UE.

## Objetivos generales
-	Establecer normas de aplicación comunes a toda la Unión Europea tanto para los dispositivos de seguridad como para los sistemas de repositorios que contengan la información de los mismos.
-	Definir los elementos de los dispositivos de seguridad, que consistirán en un identificador único y un dispositivo contra la manipulación del envase (*). Ambos permitirán la identificación y autenticación de los mismos. Además, el reglamento define las modalidades de verificación de los dispositivos de seguridad. 
-	Incluir a los mayoristas en la verificación en toda la cadena de suministro de medicamentos para evitar que los medicamentos falsificados que circulen por la UE pasen desapercibidos.
-	Especificar las situaciones en las que el identificador único será desactivado en el sistema de repositorios. La desactivación ha de ser posible en cualquier Estado miembro, independientemente de si va a ser comercializado o no dentro de él.
-	Establecer la lista de medicamentos que requerirán de dispositivos de seguridad, tanto los que están sujetos a receta médica como los que no (Anexos I y II) que serán evaluados por la Comisión. 
-      Establecer las obligaciones de todas las partes incluidas en el Reglamento: entidades jurídicas que crean y gestionan los sistemas de repositorios (Artículo 37), titulares de autorizaciones de comercialización (capítulo VIII), autoridades nacionales (capítulo IX) y personas facultadas a dispensar medicamentos (Artículos 25 y 29) 
(*) Cuando el reglamento habla de envase se refiere al embalaje exterior, o al acondicionamiento primario si el medicamento no lo tiene.